# Esos kilitos malditos
Esos kilitos malditos es una historieta publicada en 1997 del dibujante de cómics español Francisco Ibáñez perteneciente a la serie Mortadelo y Filemón.

## Trayectoria editorial
Firmada en 1996 y publicada en 1997 en el n.º 71 de Magos del Humor y más tarde en el n.º 141 de la Colección Olé.

## Sinopsis
De repente algunas personas, todas ellas muy importantes, están engordando de manera desorbitada. La T.I.A. piensa que alguien les está envenenando para que engorden y así les de un ataque al corazón. Mortadelo y Filemón vigilarán a los afectados para intentar descubrir el misterio.